# Stadtfeld West
Stadtfeld West, Magdeburg-Stadtfeld West – dzielnica miasta Magdeburg w Niemczech, w kraju związkowym Saksonia-Anhalt.